# Roko i Cicibela (1978.)
Roko i Cicibela hrvatski film iz 1978. u režiji Stipe Delića u kojem su glavne uloge ostvarili Boris Dvornik (Roko) i Semka Sokolović-Bertok. 
Film se temelji na stvarnim osobama i događajima iz rane prve polovice 20. stoljeća: izvjesnom Roku Ljubici poznatom pod nadimkom Balauska, i Dujki Bašić kćeri nosača Špire Bašića i kućanice Mande Drljača, rođene 1877. godine čiji je nadimak bio Cicibela. Roko je bio ribar koji je živio u napuštenoj gajeti na Matejuški, a zaljubio se u Dujku s kojom se vjenčao u crkvi Svetoga Križa u Velom Varošu u Splitu.
Ovaj siromašni par živio je po napuštenim gajetama i leutima te su upali u oko i turistima koji su ih snimili. Umrli su zajedno na zimu 1936./37. godine stisnuti jedno uz drugo na zemljanom tlu potleušice u Antonovoj ulici na broju 14 (današnji Solurat) gdje ih je grad smjestio kada su ušli u poznije godine.

## Vanjske poveznice
- Roko i Cicibela u internetskoj bazi filmova IMDb-a